# Religión hawaiana

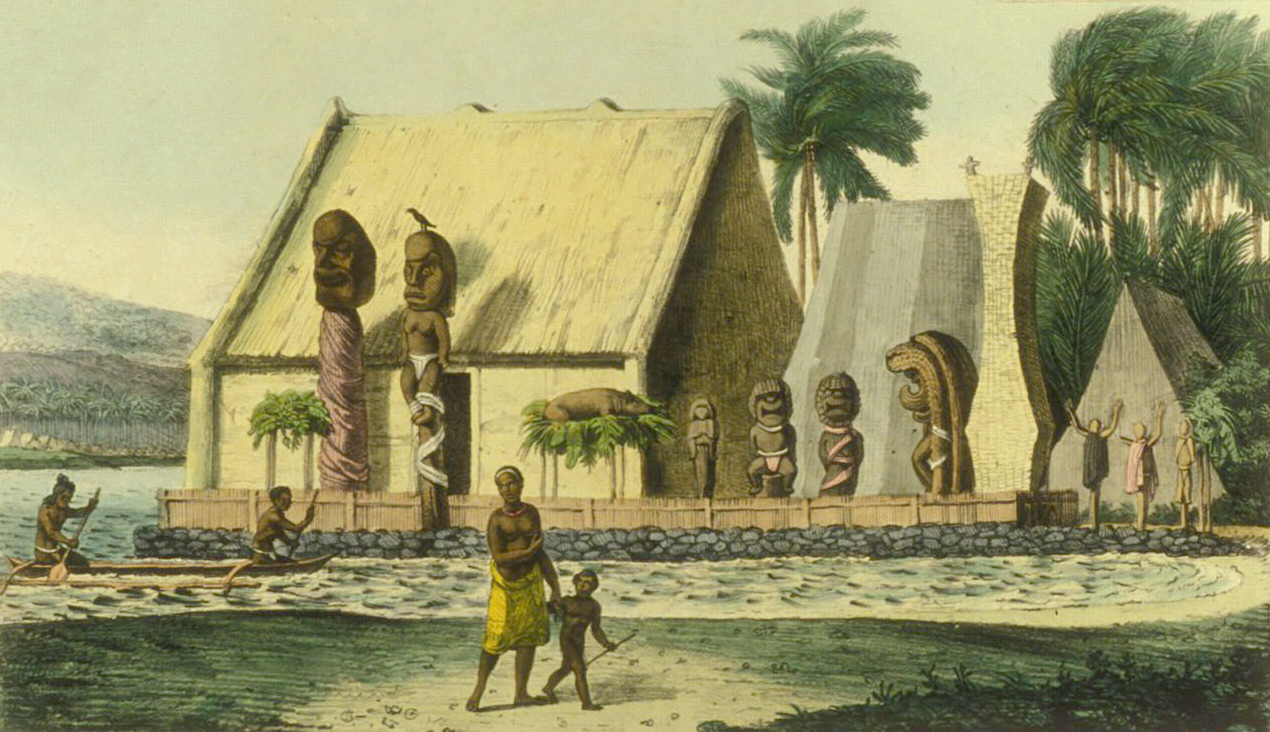
Representación de un heiau real (templo hawaiano) en la bahía de Kealakekua, c. 1816

La religión hawaiana abarca las creencias y prácticas religiosas indígenas de los nativos hawaianos. Es politeísta y animista
una creencia en muchas deidades y espíritus, incluida la creencia de que los espíritus se encuentran en seres no humanos y en objetos como los animales, las olas y el cielo.
La religión hawaiana se originó entre los tahitianos y otras islas del Pacífico, que llegó a Hawái'i entre los años 500 y 1300 d. C. Hoy en día, las prácticas religiosas de Hawái están protegidas por la Ley de Libertad Religiosa de los Indios Americanos. La religión hawaiana tradicional no está relacionada con la práctica moderna de la Nueva Era conocida como "Huna".

## Creencias

#### Deidades

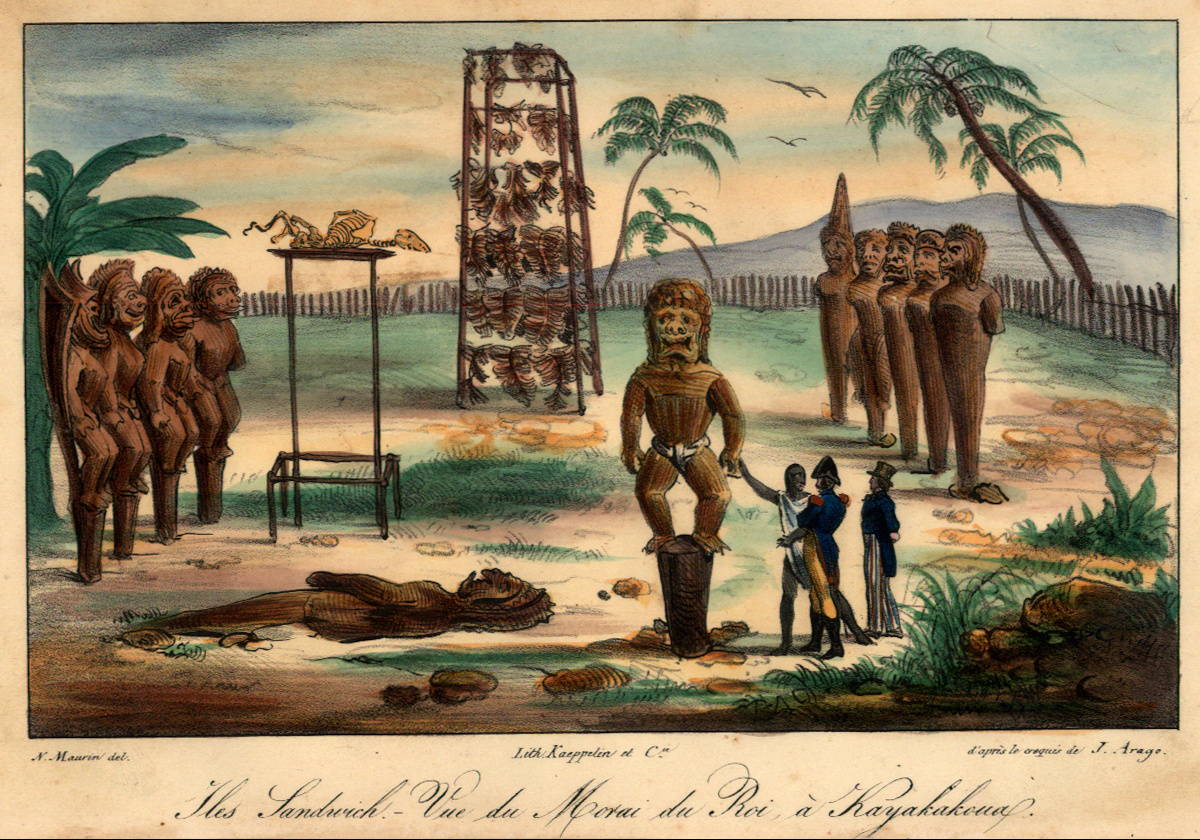
Kailua-Kona, Isla de Háwai

La religión hawaiana es politeísta, con 4 deidades más prominentes: Kāne, Kū, Lono y Kanaloa. Otras deidades notables incluyen Laka , Kihawahine , Haumea , Papahānaumoku y Pele, el principal. Además, se considera que cada familia tiene uno o más espíritus guardianes conocidos como  ʻaumakua, que las protegen.
Un desglose del panteón hawaiano, consta de los siguientes grupos:
- Los cuatro dioses (ka hā) – Kū, Kāne, Lono, Kanaloa
- Los cuarenta dioses masculinos o aspectos de Kāne (ke kanahā)
- Los cuatrocientos dioses y diosas (ka lau)
- La gran multitud de dioses y diosas  (ke kini akua)
- Los espíritus (na ʻunihipili)
- Los guardianes (na ʻaumākua)

Otro desglose consiste en 3 grupos principales:
- Los 4 dioses, o akua: Kū, Kāne, Lono, Kanaloa.
- Muchos dioses menores, o kupua, cada uno asociado con ciertas profesiones.
- Espíritus guardianes, ʻaumakua, asociadas con familias particulares.

#### Creación
Uno de los mitos de la creación hawaianos se manifiesta en la Kumulipo, una canto épico que une el aliʻi, o realeza hawaiana, con los dioses. El Kumulipo se divide en dos secciones: noche, o pō, y día, o ao, con la primera correspondiente a la divinidad y la última correspondiente a la humanidad. Después del nacimiento de Laʻilaʻi, la mujer, y Kiʻi, el hombre, el hombre tiene éxito en seducir con la mujer y reproducirse antes del dios Kāne tenga la posibilidad de hacer que el linaje divino de los dioses sea más joven y, por lo tanto, esté sujeto al linaje del hombre. El Kumulipo fue recitado durante el tiempo de Makahiki, para honrar al dios de la fertilidad, Lono.

#### KahunaandKapu
Los kahuna eran individuos bien respetados y educados que formaban una clase de jerarquía social que servía al Rey y a los Cortesanos y asistía a los Maka'ainana (gente común). Seleccionados para servir en muchos propósitos prácticos y gubernamentales, los kahuna a menudo eran curanderos, navegantes, constructores, profetas / trabajadores del templo y filósofos.
Pukui y otros creían que kahuna no tenía experiencias místicas trascendentes como se describe en otras religiones. Aunque una persona que estaba poseída (noho) entraría en un estado de trance, no fue una experiencia extática, sino simplemente una comunión con los espíritus conocidos.[cita requerida]
Kapu se refiere a un sistema de tabúes diseñado para separar lo espiritualmente puro de lo potencialmente impuro. Se eree llegó junto con el Pāʻao, un sacerdote o jefe de Tahití que llegó a Hawái'i en algún momento alrededor del 1200 d. C, el Kapu impuso una serie de restricciones a la vida diaria. Las prohibiciones incluyen:
- La separación de hombres y mujeres durante las comidas (una restricción conocida como ʻaikapu).
- Restricciones a la recogida y preparación de alimentos.
- Mujeres separadas de la comunidad durante sus menstruaciones.
- Restricciones para mirar, tocar o estar cerca de jefes e individuos de poder espiritual conocido.
- Restricciones a la sobrepesca.

Los castigos por romper el kapu podrían incluir la muerte, aunque si uno pudiera escapar a un puʻuhonua, una ciudad de refugio, podría ser salvado. Kāhuna nui exigió largos períodos en los que toda la aldea debía tener silencio absoluto. Ningún bebé podría llorar, el aullido de un perro o el cuervo de un gallo se castigarían con la pena de muerte.
El sacrificio humano no era desconocido.
El sistema kapu se mantuvo hasta 1819 (ver más abajo).

#### Oración yheiau

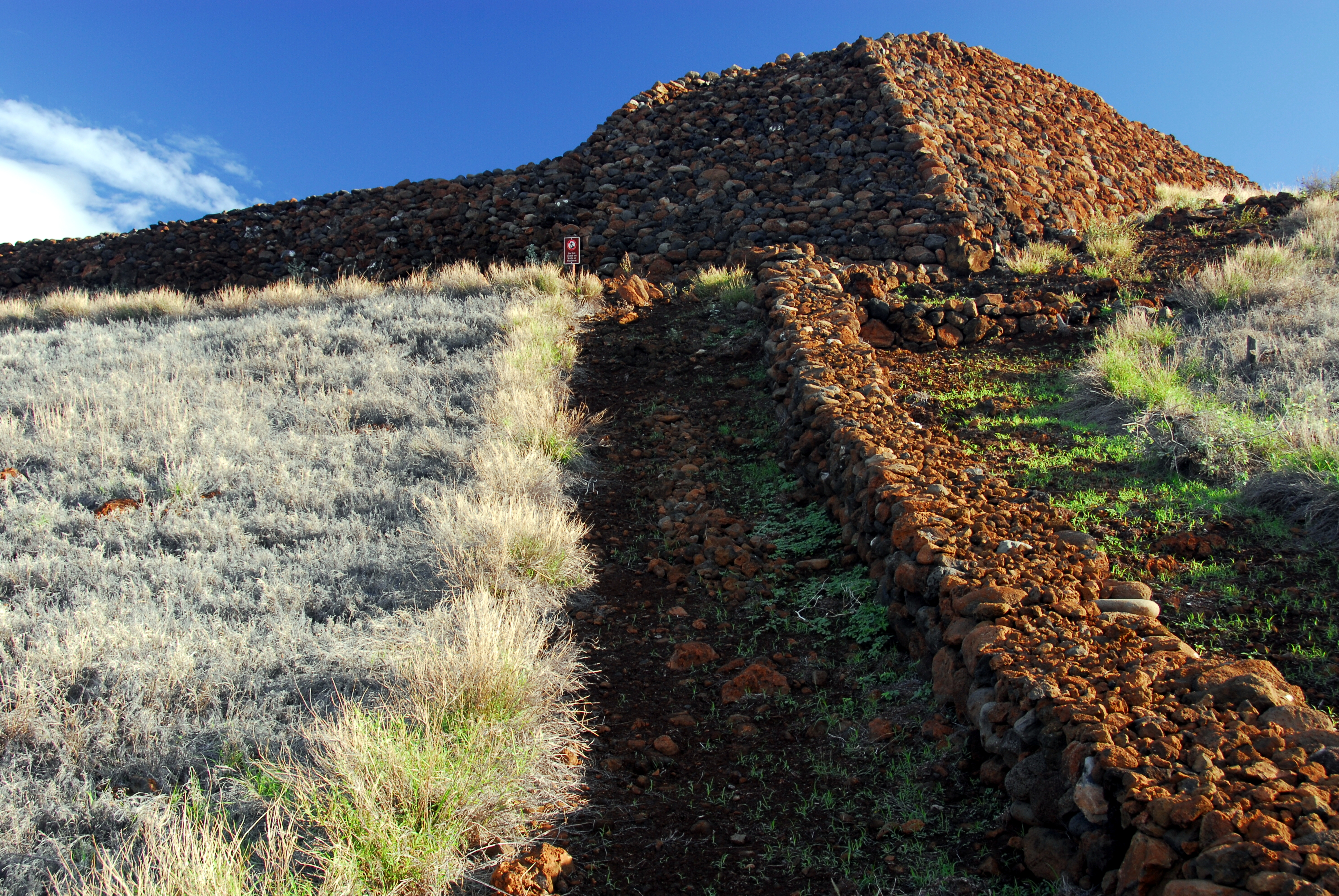
Templo hawaiano utilizado como lugar de culto y sacrificio, ubicado en el Parque Histórico Nacional Pu'ukohola Heiau, de Hawái.

La oración era una parte esencial de la vida hawaiana, utilizada al construir una casa, hacer una canoa y dar un masaje lomilomi. Los hawaianos dirigieron las oraciones a varios dioses dependiendo de la situación. Cuando los curanderos recogían hierbas para la medicina, generalmente rezaban a Kū y Hina, hombres y mujeres, hacia la derecha y hacia la izquierda, rectos y en posición supina. Las personas adoraban a Lono durante la temporada de Makahiki y a Kū durante los tiempos de guerra.[cita requerida]
Las historias del siglo XIX describen la oración a lo largo del día, con oraciones específicas asociadas con actividades mundanas como dormir, comer, beber y viajar. [19] [20] Sin embargo, se ha sugerido que la actividad de la oración difería de los estilos de oración subordinados que se ven a menudo en el mundo occidental:
La postura habitual para la oración (sentarse de pie, con la cabeza en alto y los ojos abiertos) sugiere una relación marcada por el respeto y la autoestima. Los dioses podrían ser impresionantes, pero el ʻaumākua cerró el puente entre dioses y el hombre. Los dioses poseían gran mana; pero el hombre también tiene algo de maná. Nada de esto puede haber sido cierto en el momento de Pāʻao, pero por lo demás, el hawaiano no parecía postrado ante sus dioses.
Heiau, sirvió como puntos focales para la oración en Hawái'i. Ofrendas, sacrificios y oraciones se ofrecen en estos templos, los miles de koʻa ( santuarios ), multitud de wahi pana (lugares sagrados), y en pequeños kuahu (altares) en los hogares individuales.

## Historia

#### Orígenes
Aunque no está claro cuándo llegaron por primera vez los colonos a las islas de Hawái, hay pruebas significativas de que esto sucedió a más tardar en el 800 d. C. y la inmigración continuó hasta aproximadamente el 1300 d. C. Los colonos vinieron de las Islas Marquesas, de Tonga, de Samoa, de Isla de Pascua y la Polinesia mayor. En algún momento, una importante afluencia de colonos tahitianos llegó en las islas hawaianas, trayendo consigo sus creencias religiosas.
La religión hawaiana primitiva se parecía a otras religiones polinesias en que se centraba en gran medida en fuerzas naturales como las mareas, el cielo y la actividad volcánica, así como la dependencia del hombre de la naturaleza para su subsistencia. Los principales dioses primitivos reflejaban estas características, ya que los primeros hawaianos adoraban a Kāne (el dios del cielo y la creación), Kū (el dios de la guerra y las actividades masculinas), Lono (el dios de la paz, la lluvia y la fertilidad) y Kanaloa (el dios del océano).

#### Religión hawaiana temprana
Como cultura indígena, diseminada entre 8 islas, con oleadas de inmigración durante cientos de años desde varias partes del Pacífico Sur, las prácticas religiosas evolucionaron a lo largo del tiempo y de un lugar a otro de diferentes maneras.
Mary Kawena Pukui, erudita hawaiana que se crio en Ka'ū, Hawái, sostuvo que los primeros dioses hawaianos eran benignos. [23] Una tradición Molokaʻi sigue esta línea de pensamiento. La escritora e investigadora Pali Jae Lee escribe: "Durante estos tiempos antiguos, la única 'religión' era la de la familia y la unidad con todas las cosas. Las personas estaban en sintonía con la naturaleza, las plantas, los árboles, los animales, la 'āina y los demás. . Ellos respetaron todas las cosas y se encargaron de todas las cosas. Todo fue pono".